# Hannes Minnaar
Pour les articles homonymes, voir Minnaar.
Hannes Minnaar, né le 26 décembre 1984 à Goes, est un pianiste et chambriste néerlandais. 

## Biographie
Il grandit à Yerseke, où il commence à jouer du piano à l'âge de sept ans, puis à Emmeloord. Il entre au Conservatoire d'Amsterdam, où il étudie le piano avec Jan Wijn et l'orgue avec Jacques Oortmerssen. Il suit également des master class avec Alfred Brendel et Menahem Pressler.
Dès ses années d'études, il se produit régulièrement en concert. À plusieurs reprises, il est soliste invité au Royal Concertgebouw Orchestra sous les directions successives de Marin Alsop, Herbert Blomstedt, Frans Brüggen, Eliahu Inbal et Edo de Waart. Il donne également des récitals à l'étranger, notamment à La Roque-d'Anthéron, à Bordeaux, au Gewandhaus de Leipzig, et au Musashino Hall de Tokyo. 
Il participe à plusieurs concours de piano nationaux et internationaux. En 2008, il remporte le 2e prix au Concours international d'exécution musicale de Genève et, en 2010, le 3e prix du concours musical international Reine-Élisabeth-de-Belgique.
Musicien de chambre, il obtient en 2011, avec la formation du Van Baerle Trio (Maria Milstein, violon, et Gideon Den Herder, violoncelle) le premier prix du Concours international de musique de chambre de Lyon.
Depuis 2011, il enregistre sous les labels Et'cetera et Challenge Records. 
Le 15 juin 2012, il reçoit le prix Edison Debut classique.
En 2015, dans un critique de l'intégrale des Sonates pour piano et violon de Ludwig van Beethoven, le magazine français Diapason précise que l'interprétation du pianiste néerlandais Hannes Minnaar, « par le naturel et la fantaisie, rappelle le jeune Friedrich Gulda ».

## Discographie
- Sergueï Rachmaninov, Piano Sonata n°1 ; Maurice Ravel, Sonatine, Miroirs - Hannes Minnaar, piano - Et'cetera KTC 1432 (2011) - Prix Edison Debut classique
- Camille Saint-Saëns, Piano Trio n°1 ; Theo Loevendie, Ackermusik ; Maurice Ravel, Trio avec piano (version manuscrite), - Van Baerle Trio - Et'cetera KTC 1438 (2012)
- Bach Inspirations, diverses œuvres pour piano de Jean-Sébastien Bach - Hannes Minnaar, piano - COBRA 0038 (2013)
- Ludwig van Beethoven, Intégrale des Sonates pour piano et violon - Isabelle van Keulen, violin, Hannes Minnaar, piano - Challenge Records 72650 (2014)
- Felix Mendelssohn Bartholdy, Les Trios avec piano - Van Baerle Trio - Challenge Classics 72662 (2014)
- Ludwig van Beethoven, Concertos pour piano nos 4 et 5 - Hannes Minnaar, piano, The Netherlands Symphony Orchestra, dir. Jan Willem de Vriend - Challenge Records 72672 (2015)